# Lawrence Mackrory
Lawrence Mackrory, född 19 maj 1977 i Chertsey i Storbritannien, är en svensk röstskådespelare och sångare. Han har dubbat i många animerade filmer och är mest känd för att ha spelat Po i Dreamworks filmserie Kung Fu Panda. Han har även sjungit metal och samarbetat med sångare som Firespawn, Meshuggah och Bloodbath.